# Tsaddamasjohka
Tšaddamašjohka (Samisch: Šaddamašjohka) is een rivier die stroomt in de Finse gemeente Enontekiö in de regio Lapland. De rivier ontwatert in de omgeving van het Ailakkajärvi en stroomt zuidwaarts om de Peeravaara naar het Peerajärvi. Ten zuiden van Peera stroomt ze de Könkämärivier in. Ze behoort tot het stroomgebied van de Torne.
Afwatering: Tsaddamasjohka →  Könkämärivier → Muonio → Torne → Botnische Golf